# Pfalzfeld
Pfalzfeld ist eine Ortsgemeinde im Rhein-Hunsrück-Kreis in Rheinland-Pfalz. Sie gehört der Verbandsgemeinde Hunsrück-Mittelrhein an.

## Geographische Lage
Pfalzfeld liegt zentral im Hunsrück zwischen Emmelshausen und Kastellaun, direkt am Schinderhannes-Radweg. Zur Gemeinde Pfalzfeld gehört der Ortsteil Nenzhäuserhof (520 m ü. NHN).

## Geschichte

Karte von Pfalzfeld (1792)

Im Jahre 893 wurde der Ort unter dem Namen Palezwelt im Prümer Urbar erstmals urkundlich erwähnt. Er gehörte später zur Niedergrafschaft Katzenelnbogen und war Sitz der Vogtei Pfalzfeld. Die Vogtei war bis 1367 als Katzenelnbogener Lehen an die Herren von Braunshorn vergeben. Zur Vogtei gehörten neben Pfalzfeld die Dörfer Badenhard, Hausbay (zum Teil), Hungenroth (Hüncherodt), Mühlpfad, Niedert und Utzenhain. Die Vogtei Pfalzfeld war bis Ende des 18. Jahrhunderts Teil der Niedergrafschaft Katzenelnbogen und gehörte zum Amt Rheinfels.
Nach der Besetzung des Linken Rheinufers (1794) durch französische Revolutionstruppen wurde der Ort französisch. Pfalzfeld war von 1798 bis 1814 dem Kanton Sankt Goar im Rhein-Mosel-Departement unterstellt.
Auf dem Wiener Kongress (1815) wurde die Region und damit Pfalzfeld dem Königreich Preußen zugeordnet. Die aus der französischen Mairie hervorgegangene Bürgermeisterei Pfalzfeld wurde 1816 dem neu gebildeten Kreis St. Goar im Regierungsbezirk Koblenz zugeordnet, der von 1822 an zur Rheinprovinz gehörte.
Nach dem Ersten Weltkrieg zeitweise französisch besetzt, ist der Ort seit 1946 Teil des Landes Rheinland-Pfalz.
1993 wurde im Rahmen eines großen Heimatfestes der 1100. Geburtstag des Orts gefeiert.

## Politik

### Gemeinderat
Der Gemeinderat in Pfalzfeld besteht aus zwölf Ratsmitgliedern, die bei der Kommunalwahl am 9. Juni 2024 in einer Mehrheitswahl gewählt wurden, und dem ehrenamtlichen Ortsbürgermeister als Vorsitzendem.

### Bürgermeister
Ortsbürgermeister ist Rainer Steeg. Bei der Direktwahl am 26. Mai 2019 hatte der bisherige Ortsbürgermeister Peter Hammes mit einem Stimmenanteil von 47,15 % die Wiederwahl knapp verfehlt und es wurde daher eine Wiederholungswahl notwendig. Bei der Direktwahl am 9. Juni 2024 wurde Rainer Steeg als einziger Bewerber mit 90,8 % für weitere fünf Jahre im Amt bestätigt.

### Wappen
| Wappen von Pfalzfeld | Blasonierung: „In Gold ein aufgerichteter roter Obelisk, der ein Menschenhaupt mit Flügelhaube und umgebendem Rankenwerk zeigt.“ |
| Wappen von Pfalzfeld | Wappenbegründung: Der Obelisk stellt die sogenannte keltische Säule (siehe Pfalzfelder Säule) dar, die in Pfalzfeld 1649 gefunden wurde. Die Farben sind ein Hinweis auf die Zugehörigkeit Pfalzfelds zur Niedergrafschaft Katzenelnbogen bis zum Ende des alten Reiches. Die „Säule“ stammt aus dem 4. Jahrhundert v. Chr. und stellt eine der wichtigsten Zeugnisse der Latènezeit dar. Heute steht die Säule im Rheinischen Landesmuseum in Bonn. |

## Bauwerke

### Evangelische Kirche
Die evangelische Pfarrkirche ist ein barocker Bruchsteinsaal aus dem Jahr 1747 und bildet mit dem umgebenden Friedhof eine bauliche Gesamtanlage. Der Westturm entstand bereits 1582.
Die Orgel aus dem Jahr 1867 stammt aus der Werkstatt der Brüder Weil aus Neuwied und wurde 1870 in der Kirche aufgestellt. Sie ist nahezu unverändert erhalten, jedoch nicht mehr bespielbar.

### Weitere Bauwerke
- historischer Wasserturm bei Pfalzfeld
- Kopie der „Pfalzfelder Säule“ aus dem Jahr 1993 in der Ortsmitte

Siehe auch: Liste der Kulturdenkmäler in Pfalzfeld

Ansichten von Sehenswürdigkeiten
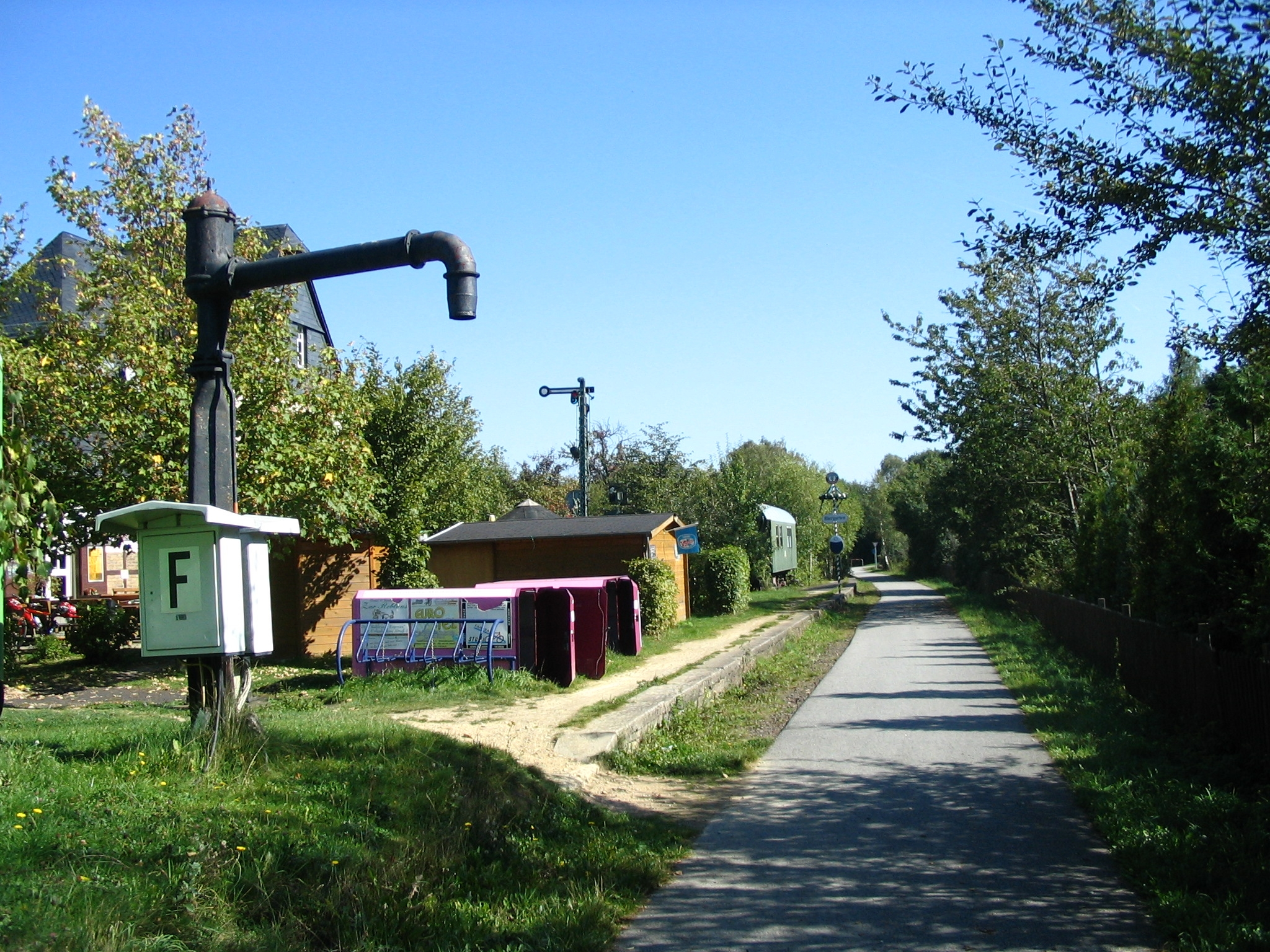
Schinderhannes-Radweg im Bereich Pfalzfeld, Bahnhof
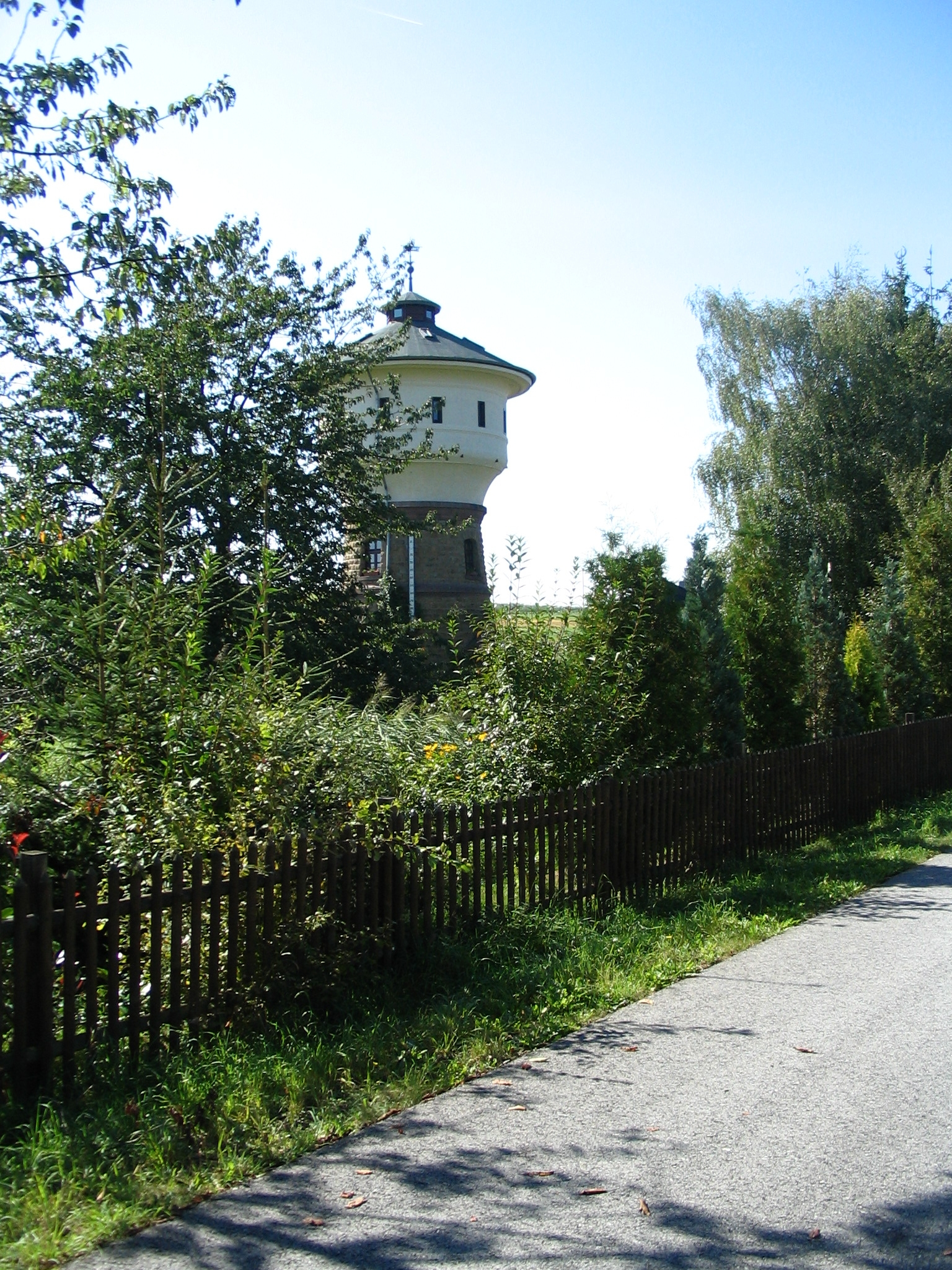
Historischer Wasserturm
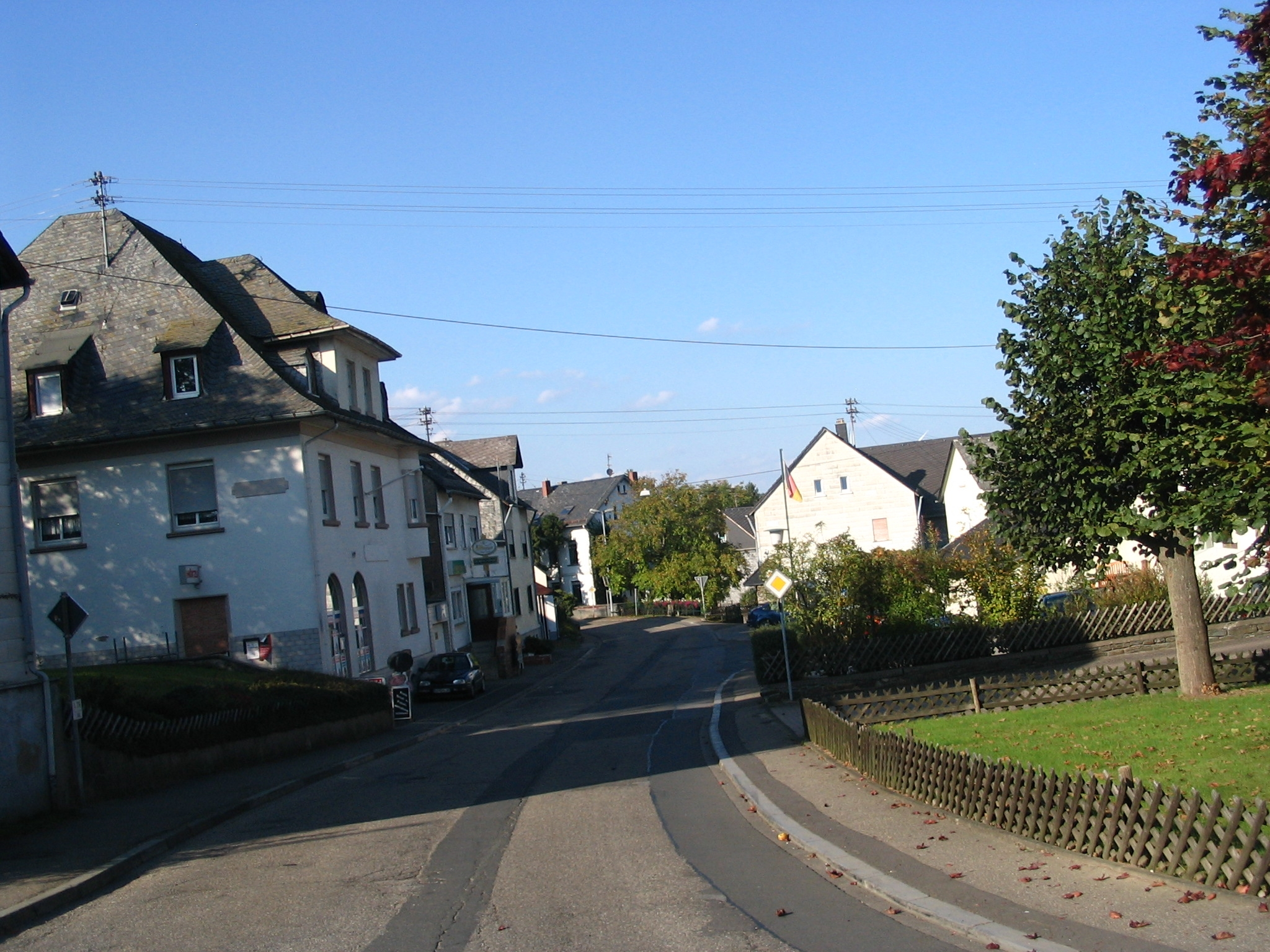
Hauptstraße im Zentrum
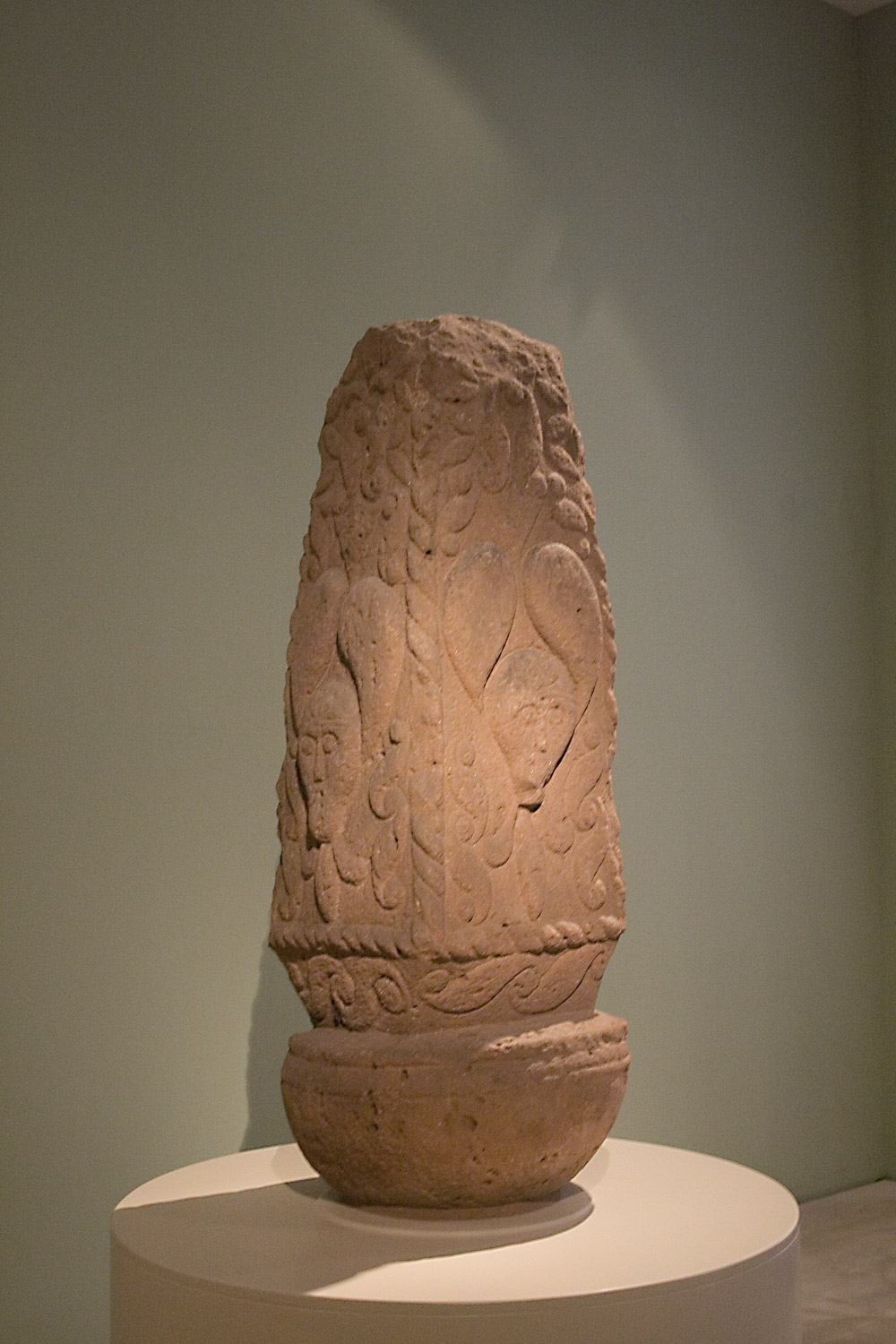
Die Pfalzfelder Säule im Rheinischen Landesmuseum in Bonn
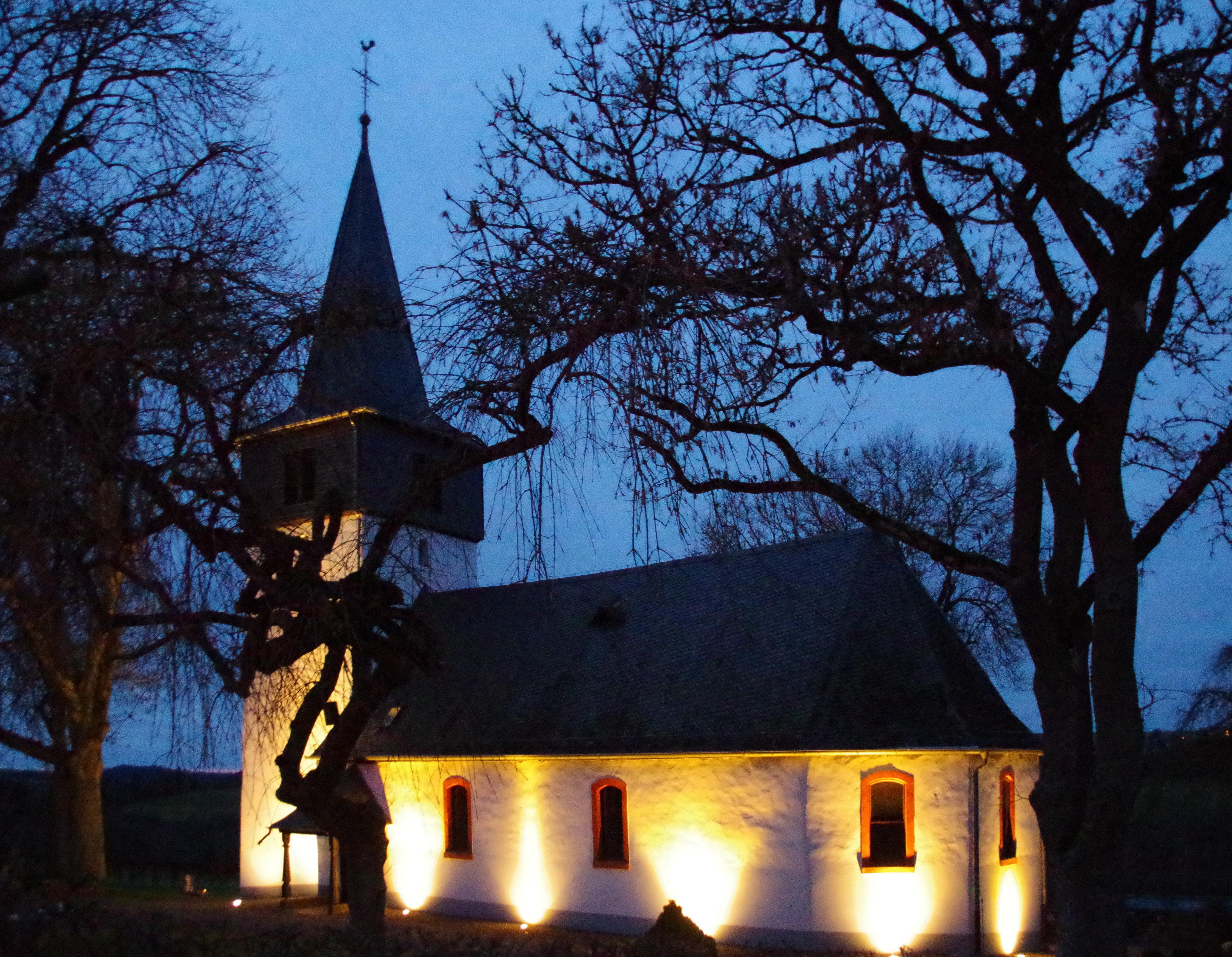
Evangelische Kirche Pfalzfeld mit Abendbeleuchtung

## Verkehr
Die Bahnstation Pfalzfeld lag an der Hunsrückbahn, die inzwischen nur noch bis Emmelshausen befahren wird. Der restliche Teil nach Simmern ist stillgelegt und zum Schinderhannes-Radweg umgebaut.

## Persönlichkeiten
- Franz-Josef Gräff (1918–2012), Bürgermeister und Autor landeskundlicher Beiträge
- Heinz-Peter Baecker (1945–2015), Fotograf, Kameramann, Journalist, Drehbuchautor, Regisseur und seit 1997 auch Schriftsteller